# Doradidae
Cá da trơn Nam Mỹ (Danh pháp khoa học: Doradidae) là một họ cá da trơn (Siluriformes) có nguồn gốc từ Nam Mỹ, chúng còn được gọi là cá trê Nam Mỹ hay cá nheo Nam Mỹ. Con cá nheo Nam Mỹ có thể nhận ra nó ở cái thân có các sọc và vệt sẫm. Nó sống ở đáy sông để tìm mồi là các động vật không xương sống nhờ có các râu quanh miệng.

## Các chi
Acanthodoras

Agamyxis

Amblydoras

Anadoras

Anduzedoras

Astrodoras

Centrochir

Centrodoras

Doraops

Doras

Franciscodoras

Hassar

Hemidoras

Hypodoras

Kalyptodoras

Leptodoras

Lithodoras

Megalodoras

Merodoras
Nemadoras

Opsodoras

Orinocodoras

Ossancora

Oxydoras

Physopyxis

Platydoras

Pterodoras

Rhinodoras

Rhynchodoras

Scorpiodoras

Tenellus

Trachydoras

Wertheimeria